# إنقاذ الدم أثناء الجراحة

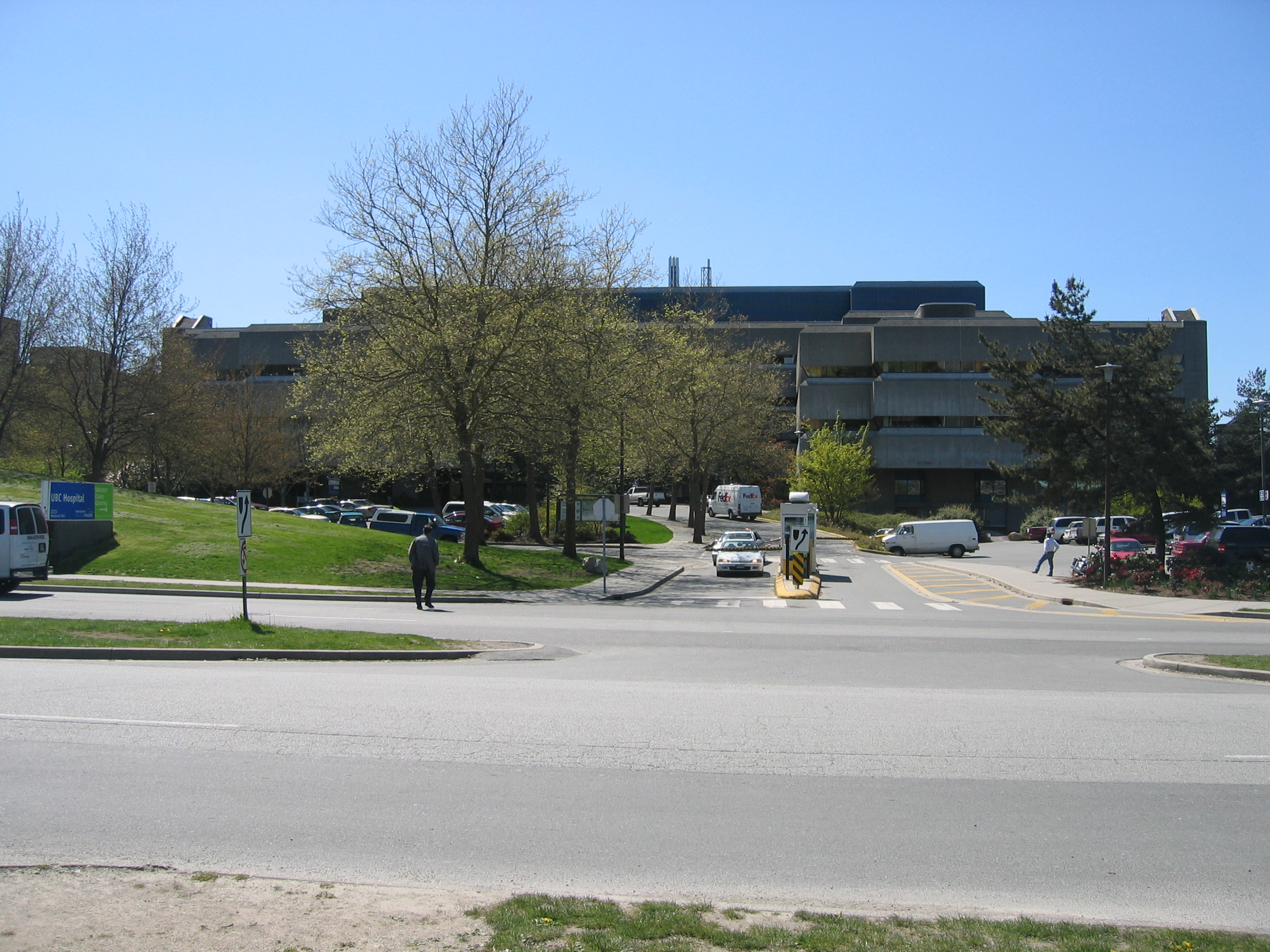

إنقاذ الدم أثناء الجراحة، المعروف أيضًا باسم إنقاذ الخلايا، هو نوع معين من عمليات نقل الدم الذاتي. وبشكل محدد، إنقاذ الدم أثناء الجراحة هو إجراء طبي ينطوي على استعادة الدم المفقود أثناء الجراحة وإعادة ضخه إلى جسم المريض. ويعد شكلًا رئيسيًا من أشكال نقل الدم الذاتي.
استُخدم لسنوات عديدة واكتسب المزيد من الاهتمام مع مرور الوقت لأن المخاطر المرتبطة بنقل الدم الخيفي (من متبرع آخر) شهدت ترويجًا إعلاميًا كبيرًا وأصبحت موضع تقدير أكبر. طُور عدد من الأجهزة الطبية للمساعدة في إنقاذ دم المريض نفسه أثناء الفترة المحيطة بالجراحة. يستخدم هذا الإجراء بشكل متكرر في جراحة القلب والصدر والأوعية الدموية، والتي يُستهلك فيها الدم بشكل كبير في الحالات التقليدية. أدى بذل الجهود لتجنب الأحداث السلبية الناتجة عن نقل الدم إلى زيادة التركيز على عملية حفظ الدم.

## خلفية
ما زالت إمكانية توفير دم آمن للنقل تمثل تحديًا على الرغم من التقدم المحرز في منع انتقال فيروس التهاب الكبد بي وفيروس التهاب الكبد سي والإيدز/ فيروس نقص المناعة البشرية وفيروس تي- الليمفاوي البشري من النوع الأول والثاني وفيروس غرب النيل والزهري ومرض شاغاس وفيروس زيكا والعدوى البكتيرية الناتجة عن نقل الدم. تعد الأخطاء البشرية مثل الخطأ في تمييز المرضى وأخذ عينات دم من الشخص الخطأ (أي الدم الخطأ في الأنبوب) أكثر خطورة من الأمراض المنقولة في العديد من الدول المتقدمة.
تشمل المخاطر الأكثر شيوعًا في نقل الدم الخيفي تفاعلات حساسية للدم المنقول وكذلك رد فعل غير حال للدم المحمول بعد إجراء نقل للدم. تشمل المخاطر الإضافية إصابة الرئة الحادة المتعلقة بنقل الدم، والتحميل المفرط الدوراني المرتبط بنقل الدم والتعديل المناعي المرتبط بنقل الدم. تعد إصابة الرئة الحادة المتعلقة بنقل الدم حالة قد مهددة للحياة تشمل أعراض مثل ضيق التنفس والحمى وانخفاض ضغط الدم، تحدث في غضون ساعات من نقل الدم. يعد التحميل المفرط الدوراني المرتبط بنقل الدم أكثر شيوعًا (حتى في حالة عدم الإبلاغ عن الحالات) وهو حالة قد تهدد الحياة وتتضمن خلل في وظيفة الجهاز التنفسي خلال ساعات من نقل الدم. يُشتبه بالتحميل المفرط الدوراني المرتبط بنقل الدم عند وجود ضيق بالتنفس مع أعراض أخرى تشمل الوذمة الرئوية واضطرابات غير متوقعة في الجهاز القلبي الوعائي، ودليل على فرط حجم الدم (بما في ذلك التحسن بعد إدرار البول)، خلال 24 ساعة بعد نقل الدم. قد يثبط التعديل المناعي المرتبط بنقل الدم الاستجابة المناعية ويسبب تأثيرات ضارة مثل الزيادة الطفيفة في خطر الإصابة بعدوى بعد العملية الجراحية.
توجد أيضًا مخاطر أخرى مثل مرض كروتزفيلد جاكوب الكلاسيكي أو المتغير وهو مرض قاتل دائمًا، تبعث على القلق نظرًا لعدم وجود اختبارات معتمدة حاليًا لفحص المتبرعين بالدم لمعرفة ما إذا كانوا مصابين بهذا المرض. وضعت مراكز الدم في جميع أنحاء العالم معاييرًا لرفض المتبرعين المحتمل إصابتهم بمرض كروتزفيلد جاكوب الكلاسيكي أو المتغير. أدت فحوص الكشف عن الأمراض المعدية وسياسات التأجيل الخاصة بمرض كروتزفيلد جاكوب الكلاسيكي أو المتغير المصممة لضمان السلامة، للأسف، لتقليص دائرة المتبرعين. تعاني الولايات المتحدة وغيرها من الدول حول العالم بنقص الدم. في العديد من البلدان الصناعية، يتبرع 5% أو أقل من السكان المؤهلين بالدم.
نتيجة لذلك، انتقل بعض أفراد المجتمع الطبي العالمي من عملية نقل الدم الخيفي (الدم الذي يُجمع من شخص آخر) إلى عملية نقل الدم الذاتي، إذ يتلقى المرضى دماءهم. إحدى النقاط الداعمة لعملية نقل الدم الذاتي هي موقف شهود يهوه من عمليات نقل الدم. لأسباب دينية، قد يختار شهود يهوه عدم قبول أي عمليات نقل خيفي من المتبرعين بالدم، لكن قد يقبلون استخدام الدم الذاتي الذي أُنقذ خلال الجراحة لاستعادة حجم الدم والاستتباب أثناء إجراء العملية الجراحية، على الرغم من عدم التبرع بالدم الذاتي سلفًا. تجدر الإشارة إلى ضرورة تقديم المشورة الفردية لكل مريض من شهود يهوه حول جميع منتجات الدم الممكنة والمتاحة لأنهم قد يقبلون ببعضها ويرفضون أخرى (أي قد يقبل البعض المنتجات الحاوية على البلازما، ولكن ليس تلك الحاوية على خلايا الدم الحمراء؛ قد يقبل آخرون الصفيحات الدموية، وهكذا)؛ إنه اختيار خاص بكل مريض. يوجد أشخاص آخرون متدينون/غير متدينون إلى جانب شهود يهوه يرفضون منتجات الدم الخيفي، لكن قد يقبلون بعملية إنقاذ الدم أثناء الجراحة.

## خيارات بلا دم
غالبًا ما تُجمع طرق تجنب الأحداث السلبية المرتبطة بنقل الدم الخيفي تحت عنوان «جراحة بلا دم». توجد العديد من الخيارات اللادموية. وتشمل:
- تقنيات جراحية طفيفة التوغل.
- الإريثروبويتين: هرمون يحفز الخلايا الجذعية المحيطية في نقي العظم لإنتاج خلايا الدم الحمراء).
- إجراءات إنقاذ الدم.
- بدائل الدم مثل موسعات حجم الدم وناقلات الأكسجين (الأخيرة غير مرخصة حتى الآن في أمريكا الشمالية).

## إجراءات إنقاذ الدم
تطورت العديد من العمليات للمساعدة في إنقاذ كامل دم المريض في الفترة المحيطة بالجراحة. يمكن تصنيفها إلى ثلاثة أنواع عامة من إجراءات الإنقاذ:
1. أدوات معالجة وإنقاذ الخلايا التي تغسل وتنقذ خلايا الدم الحمراء، أي «غاسلات الخلايا» أو حافظات كرات الدم الحمراء.
2. نقل مباشر.
3. الترشيح الفائق للدم كله.

بغض النظر عن الشركة المصنعة، توجد العديد من أنواع معالجات الخلايا. معالجات الخلايا هي عبارة عن أجهزة غسل لخلايا الدم الحمراء تجمع الدم المفقود أو المُستعاد مع مضادات تخثر، وتغسل خلايا الدم الحمراء وتفصلها بعملية التثفيل، وتعيد تسريب كريات الدم الحمراء. يمكن أن تساعد أجهزة غسل خلايا الدم الحمراء في إزالة النواتج الثانوية في الدم المنقذ مثل السيتوكينات المنشطة والذيفانات التأقية، وغيرها من النفايات التي قد توجد في الدم المسحوب من الحقل الجراحي. ومع ذلك، فهي تزيل أيضًا الصفيحات الدموية الحية وعوامل التخثر وبروتينات البلازما الأخرى الضرورية لتكوين الدم وللاستتباب. تعطي أجهزة إنقاذ خلايا الدم الحمراء كريات حمراء مكدسة بخصائص وجودة مختلفة.
النقل المباشر هو طريقة لإنقاذ الدم مرتبطة بالمجازة القلبية الرئوية أو غيرها من تقنيات دوران الدم خارج الجسم، تُستخدم في الجراحة مثل جراحة فتح مجرى جانبي للشريان التاجي أو استبدال الصمام أو الإصلاح الجراحي للأوعية الكبرى. بعد جراحة المجازة، تتضمن تقنية دوران الدم خارج الجسم كمية كبيرة من الدم الكامل الممدد الذي يمكن جمعه في أكياس النقل وإعادة ضخه لداخل جسم المرضى. 
تخفيف الدم سوي الحجم الحاد هو شكل من أشكال نقل الدم الذاتي يُجمع فيه الدم الكامل من المريض في بداية الجراحة ضمن كيس جمع الدم القياسي مع مضادات التخثر والاستبدال المتزامن للحيز داخل الخلوي باستخدام السوائل الخلوية (مثل المحلول الملحي الطبيعي). يُعاد حقن دم المريض في نهاية العملية الجراحية (يُفترض أن يكون النزف قد توقف).
تشكل أجهزة الترشيح الدموي أو الترشيح الفائق النوع الثالث الرئيسي لتقنيات إنقاذ الدم في غرف العمليات. بشكل عام، ترشح أجهزة الترشيح الفائق دم المريض بالكامل مع مضادات تخثر. تزيل عملية الترشيح المياه اللاخلوية الزائدة غير المرغوب فيها من بلازما الدم، والمواد المذابة ذات الوزن الجزيئي المنخفض، ومثبطات الصفيحات الدموية وبعض المواد الجسيمية من خلال زيادة تركيز الدم، بما في ذلك السيتوكينات المنشطة، والذيفانات التأقية، وغيرها من النفايات ما يجعل الدم الكامل المركّز جاهزًا لإعادة التسريب. تعيد أجهزة ترشيح الدم كامل دم المريض مع جميع عناصر الدم والأجزاء الصغيرة بما في ذلك الصفيحات الدموية وعوامل التخثر وبروتينات البلازما بمستوى هيموغلوبين كبير.
على مر السنين أُجريت العديد من الدراسات لمقارنة طرق إنقاذ الدم من حيث السلامة والنتائج والتكلفة، وغالبًا ما تكون النتائج مبهمة أو متناقضة.